# Tannurin
Tannurin (en árabe تنورين) es una localidad libanesa situada en el distrito de Batrún, parte de la gobernación de Líbano Norte, a 80 km de la capital, Beirut; formada por un grupo de asentamientos montañosos, que se extiende sobre un área de aproximadamente 92 km², ubicados en la cordillera del Líbano, el mayor de los cuales es Tannurín el Fawqa (الفوقا تنّورين), seguida por Tannurín el Tahta (تنّورين التحتا), Shatín (شاتين) y Wata Houb (وطى حوب).  
En 2015 su población en era de casi 16 000 habitantes. 

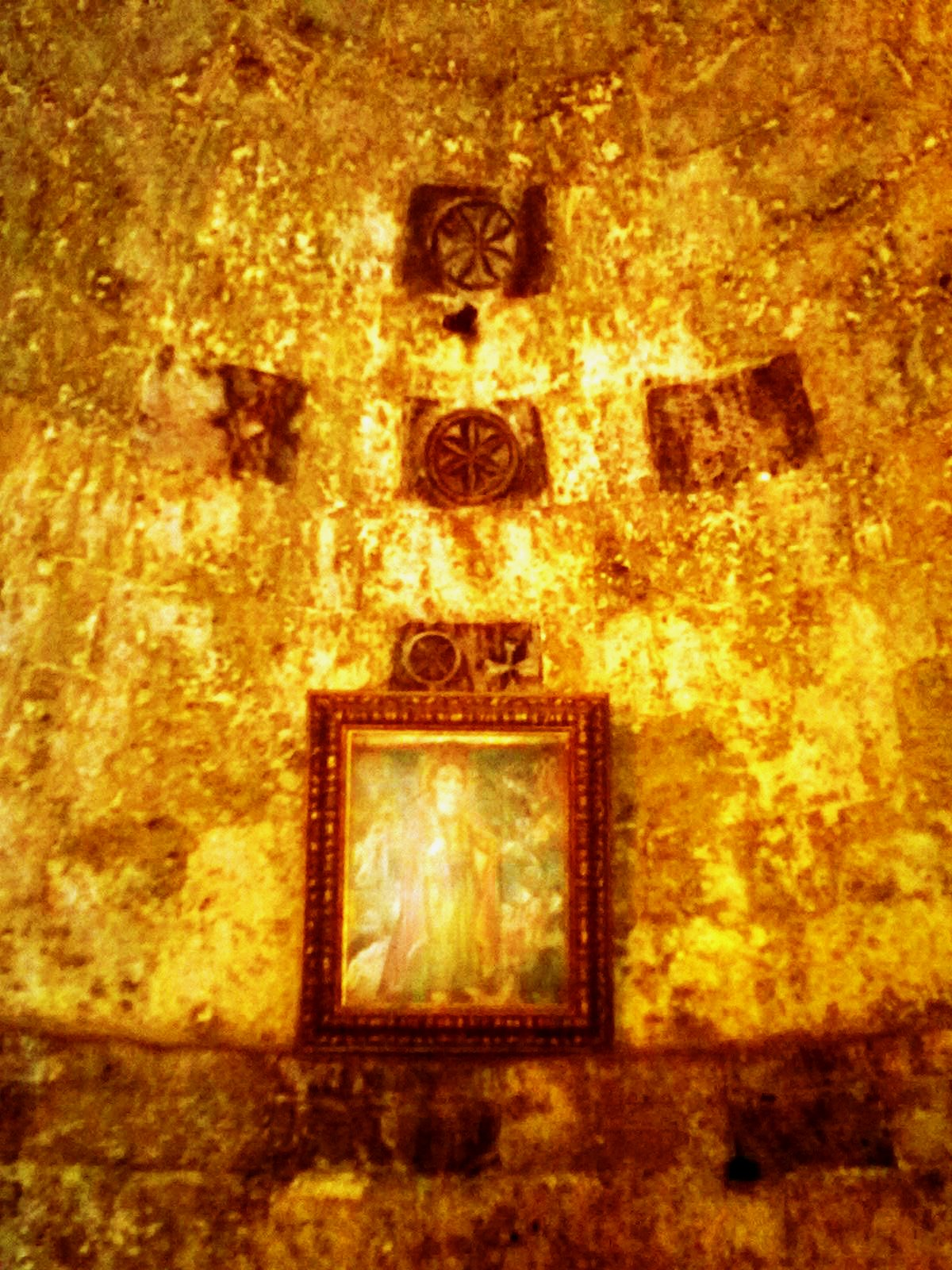
San Carlos de Tannurín el patrono de la aldea

## Geografía
Tannurin se extiende hasta las fronteras de Yammuné, y dentro de los límites de Akura, Jobbeh, situada entre el valle de los Santos y el valle de Nahr Ibrahim, y entre Afqa y los Cedros del Señor, a una altitud de 1450 m s. n. m.. 

## Historia
Según el manuscrito del Padre Pedro Mattar (بطرس مطر), en el siglo XIII, antes del ataque mamelucos en el Monte Líbano, vivían varias familias en Tannurín, algunas de las cuales eran Mattar, Matar, Gush, Shimon, Harik y Sadka. Entre 1268 y 1306 los mamelucos atacaron Monte Líbano en una campaña de «disciplina» en la región, y muchas de estas familias se dispersaron, algunas de los cuales fueron asesinadas, y otras emigraron o se escondieron en las muchas cuevas de la zona. Algunas de las familias que sobrevivieron fueron los Gush, Mattar, Matar y Reidi, ya que muchos de sus descendientes se encuentran todavía en la región Tannurín. La mayoría de las familias que actualmente están en Tannurín son descendientes de Georges Abi Korkmaz el tercero, antepasado de más del 60% de personas de Tannurín.  
Las principales familias de Al Korkmaz son: Harb, Youness, Dagher, Yaacoub, Daniel y Torbey o Turbay. De esta última emigró el político y general libanés José Antonio Turbay Jorge hacia Colombia a comienzos del siglo XX por culpa del Imperio otomano y siendo primo de segundo nivel del expresidente de Colombia Julio César Turbay.   
De los inmigrantes de la familia Mattar está Farid Kanaan Mattar, quien llega a Venezuela en el año 1953 tras la invitación de su tío paterno, Pedro Mattar. En el año 1973 inicia la construcción del Castillo Monte Líbano en Caracas, sobre las colinas de Bello Monte.  
- Datos: Q4119057
- Multimedia: Tannourine / Q4119057